# Epinephelus darwinensis
Epinephelus darwinensis es una especie de peces de la familia Serranidae en el orden de los Perciformes.

## Morfología
• Los machos pueden llegar alcanzar los 53,5 cm de longitud total.

## Distribución geográfica
Se encuentra en el Territorio del Norte (Australia ).